# Ґ
Ґ (minuskule ґ) je písmeno cyrilice. Jedná se o variantu písmene Г. Je obsaženo v ukrajinské azbuce. V minulosti bylo součástí i běloruské azbuky, ale v tomto jazyce bylo označeno jako zastaralé a přestalo se používat. Písmeno Ґ slouží k zápisu hlásky v češtině zapisované pomocí písmene G. V ukrajinštině a běloruštině se na rozdíl od ruštiny písmenem Г nezapisuje hláska v češtině zapisovaná písmenem G, ale hláska v češtině zapisovaná písmenem H.
V gruzínském písmu písmenu Ґ odpovídá písmeno გ, v arménském písmu písmeno Գ (գ).